# Ordre de l'Annonciation de la Vierge Marie
 (mars 2018).
Si vous disposez d'ouvrages ou d'articles de référence ou si vous connaissez des sites web de qualité traitant du thème abordé ici, merci de compléter l'article en donnant les références utiles à sa vérifiabilité et en les liant à la section « Notes et références ».
L'ordre de l'Annonciation de la Vierge Marie (en latin Ordo de Annuntiatione Beatæ Mariæ Virginis) est un ordre monastique catholique féminin de droit pontifical fondé en 1501 par sainte Jeanne de France.
À ne pas confondre avec l'ordre suprême de la Très Sainte Annonciade (ordre de chevalerie).

## Histoire

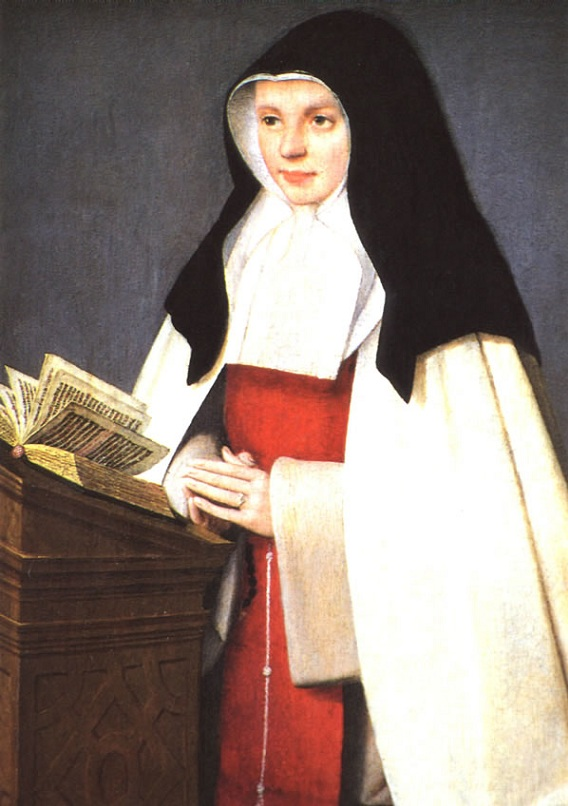
Sainte Jeanne de France, la fondatrice de l'Ordre de l'Annonciation.

Après sa répudiation par Louis XII, Jeanne de France a le projet de fonder un ordre religieux dédié à la Vierge Marie, elle parle de son désir à son confesseur, Gabriel-Maria Nicolas, franciscain observant. Il trouve dix jeunes filles qui commencent la vie religieuse, Jeanne compose une règle sous le titre des dix vertus de la Vierge et envoie un exemplaire à saint François de Paule qui l'encourage dans sa fondation. La règle est approuvée par le pape Alexandre VI le 14 février 1501. Cette approbation encourage Jeanne qui donne le voile à cinq jeunes filles le 8 octobre 1502 à Bourges, l'habit consiste en une robe grise et un voile noir pour l'esprit de pénitence, un scapulaire rouge en souvenir de la passion du Christ, un manteau blanc pour la pureté de la Vierge et un ruban bleu avec une médaille d'argent. Jeanne prononce ses vœux en 1503. Elle est béatifiée le 18 juin 1742 puis canonisée par Pie XII le 28 mai 1950.

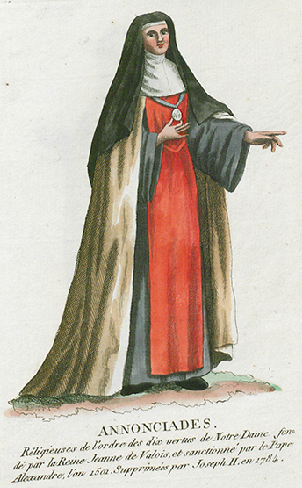
Religieuse annonciade de chœur.

## Activités et diffusion

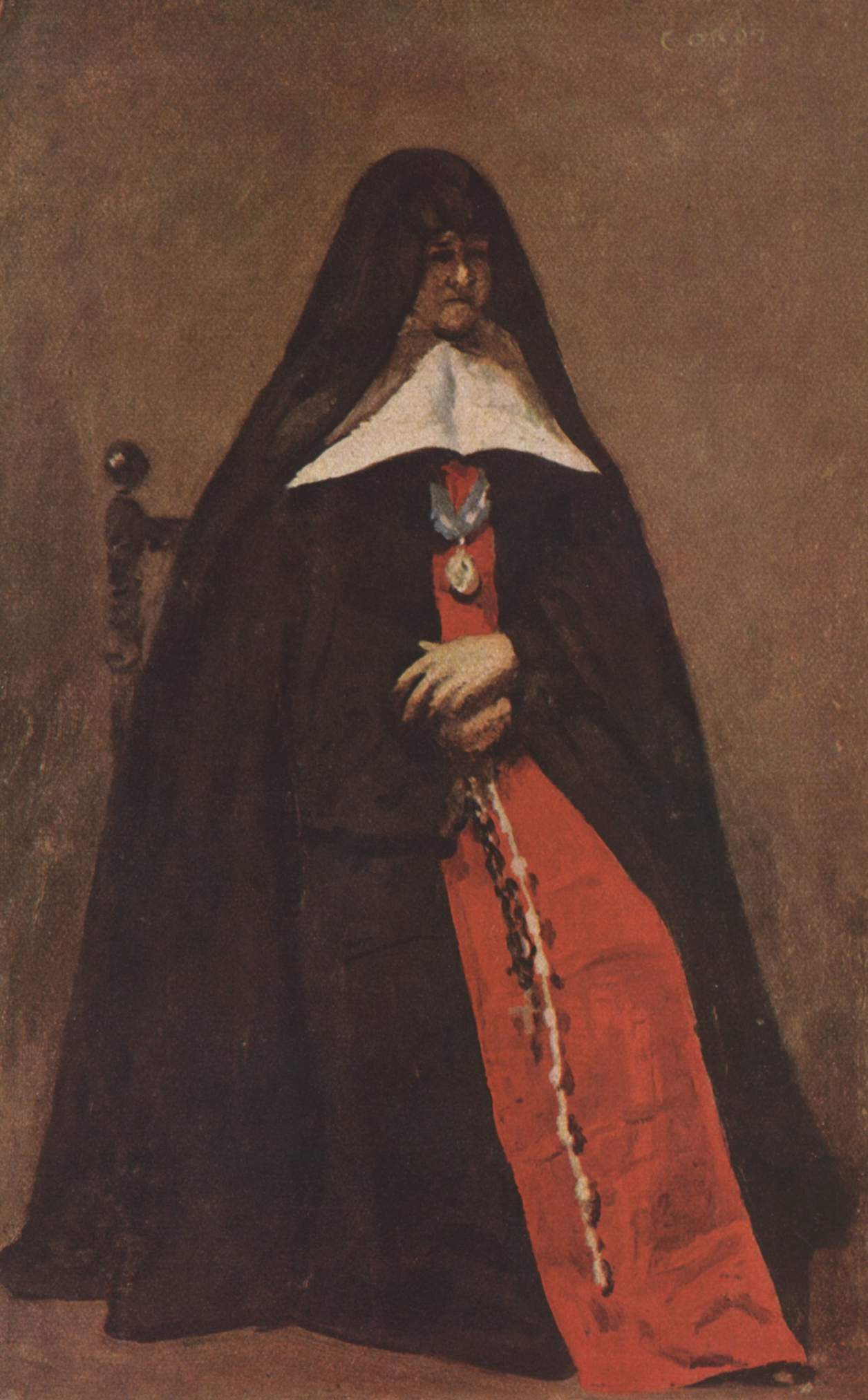
Mère annonciade du couvent de Boulogne-sur-mer, peinte par Corot, musée du Louvre (1852)

Les ancelles (c'est-à-dire : servantes) de l'Annonciade pratiquent une vie contemplative dédiée à la Vierge. Elles sont présentes en :
- France :
  - Thiais (Val-de-Marne)
  - Brucourt (Calvados) fondé par Thiais le 6 août 1975 et transféré au nouveau couvent de Grentheville, près de  Caen, en janvier 2016.
  - Saint-Doulchard (Cher) depuis le 16 juin 1988
  - Villeneuve-sur-Lot (Lot-et-Garonne)

- Belgique :
  - Westmalle (province d'Anvers)

- Pologne :
  - Licheń Stary près de la basilique Notre-Dame de Licheń depuis le 22 août 2010

- Costa Rica :
  - Alajuela (province d'Alajuela)

- À la fin 2008, les religieuses étaient au nombre de 78.

## Anciens couvents
Par ordre de date de fondation :
- Albi : fondé en 1508.
- Rodez : En 1515, Hélion Jouffroy (†1529), chanoine de la cathédrale de Rodez, qui a hérité des biens de son oncle, le cardinal Jouffroy, évêque d’Albi fait venir cinq religieuses détachées du couvent d'Albi. La chapelle est consacrée le 31 décembre 1524 par l'évêque de Rodez François d'Estaing. Pour assurer des revenus au nouveau couvent, le prieuré de Vinnac est uni à la mense commune à la demande de Hélion, titulaire de ce bénéfice[2].
- Bordeaux : En 1519, la troisième maison de l'Ordre est fondée à Bordeaux par Jacquette de Lansac.
- Bruxelles : près de la rue de de Louvain. Supprimé en 1785 à la suite des réformes de l'empereur d'Autriche Joseph II.
- Paris : Couvent des Annonciades de Popincourt fondé en 1636 fermé en mai 1782
- Menton : Monastère de l'Annonciade (Menton) fondé en 2000, fermé en 2012

## Famille
- Belgique : Pierre Jacques De Clerck fonde une congrégation à Heverlee pour l'enseignement et le soins des malades. Son successeur, l'abbé Thijs, leur donne la règle des annonciades ; ainsi naît la congrégation des annonciades apostoliques[3].
- Pologne :  Stanislas Papczyński fonde en 1673 les marianistes de l'Immaculée Conception en s'inspirant de la règle des annonciades[4].